# Written on the Wind
Written on the Wind is een Amerikaanse dramafilm uit 1956 onder regie van Douglas Sirk. Het scenario is gebaseerd op de gelijknamige roman uit 1945 van de Amerikaanse auteur Robert Wilder. Destijds werd de film in Nederland uitgebracht onder de titel Duistere driften.

## Verhaal
Mitch Wayne en Kyle Hadley zijn jeugdvrienden. Kyles zus Marylee is verliefd op Mitch en hoopt dat hij haar eens zal huwen. Mitch zelf is evenwel verliefd op Lucy Moore. Kyle vraagt Lucy ten huwelijk, voordat Mitch zijn liefde voor haar kan uiten. Een jaar nadien wordt Lucy zwanger. Kyle ontdekt echter dat hij wellicht onvruchtbaar is en zijn zus Marylee oppert dat Mitch en Lucy misschien een liefdesaffaire hebben.

## Rolverdeling
| Acteur            | Personage         |
| ----------------- | ----------------- |
| Rock Hudson       | Mitch Wayne       |
| Lauren Bacall     | Lucy Moore Hadley |
| Robert Stack      | Kyle Hadley       |
| Dorothy Malone    | Marylee Hadley    |
| Robert Keith      | Jasper Hadley     |
| Grant Williams    | Biff Miley        |
| Robert J. Wilke   | Dan Willis        |
| Edward Platt      | Dr. Paul Cochrane |
| Harry Shannon     | Hoak Wayne        |
| John Larch        | Roy Carter        |
| Joseph Granby     | R.J. Courtney     |
| Roy Glenn         | Sam               |
| Maidie Norman     | Bertha            |
| William Schallert | Verslaggever      |
| Joanne Jordan     | Brunette          |